# Javarian Smith
Javarian Smith (Pontiac, ...) è un giocatore di football americano statunitense, che gioca come quarterback per i Prague Lions..
Dopo aver giocato per i Lake Erie Storm è passato all'indoor football (prima negli Oregon High Desert Storm e poi nei Gillette Mustangs) per poi trasferirsi in Europa ai cechi Prague Black Panthers (che disputano il campionato austriaco). Nel 2023 ha giocato con gli Allgäu Comets e nel 2024 con gli Hamburg Sea Devils, per poi tornare nella Repubblica Ceca nel 2025 ai Prague Lions.